# Seminars in Pediatric Surgery
Seminars in Pediatric Surgery, abgekürzt Semin. Pediatr. Surg., ist eine wissenschaftliche Fachzeitschrift, die vom Elsevier-Verlag veröffentlicht wird. Die Zeitschrift erscheint mit sechs Ausgaben im Jahr. Es werden Arbeiten veröffentlicht, die sich mit der chirurgischen Behandlung von Säuglingen und Kindern beschäftigen.
Der Impact Factor lag im Jahr 2014 bei 2,216. Nach der Statistik des ISI Web of Knowledge wird das Journal mit diesem Impact Factor in der Kategorie Pädiatrie an 32. Stelle von 119 Zeitschriften und in der Kategorie Chirurgie an 61. Stelle von 198 Zeitschriften geführt.